# Keren
Keren (Tigrinya ከረን, arabisch كرن, italienisch Cheren) ist mit 120.000 Einwohnern (2016) die zweitgrößte Stadt von Eritrea.
Das im Landesinneren gelegene Keren ist die Hauptstadt der Region Anseba und hat eine größtenteils muslimische Bevölkerung. In Keren spricht man Arabisch, Tigrinya, Tigre und Blin.
Im Zweiten Weltkrieg endete die Schlacht von Keren zwischen den aus dem Sudan vordringenden britischen Truppen und der italienischen Kolonialmacht mit dem britischen Sieg, der zugleich zur Kapitulation der italienischen Truppen und der anschließend weitgehend widerstandslosen Besetzung Eritreas durch die Briten führte.
Keren wurde 1922 mit einer Eisenbahnverbindung von Asmara her verbunden. Sie wurde im Eritreischen Unabhängigkeitskrieg zerstört und nicht wieder aufgebaut.
In Keren gibt es ein Krankenhaus und eine Gehörlosenschule in Trägerschaft der ELCE (Evangelican Lutheran Church of Eritrea).

## Religion
Die Eparchie Keren ist ein Bistum der eriteisch-katholischen Kirche, die mit der römisch-katholischen Kirche uniert ist.
Zwei Kilometer nördlich von Keren liegt „Mariam Dearit“, ein christlicher Schrein im Innern eines hohlen Baobabbaumes, dem heilende Kräfte zugesprochen werden.

## Söhne und Töchter der Stadt
- Bairu Tafla (* 1938), Historiker und Afrikanist
- Khaled Idris Bahray (1994–2015), Mordopfer

## Galerie

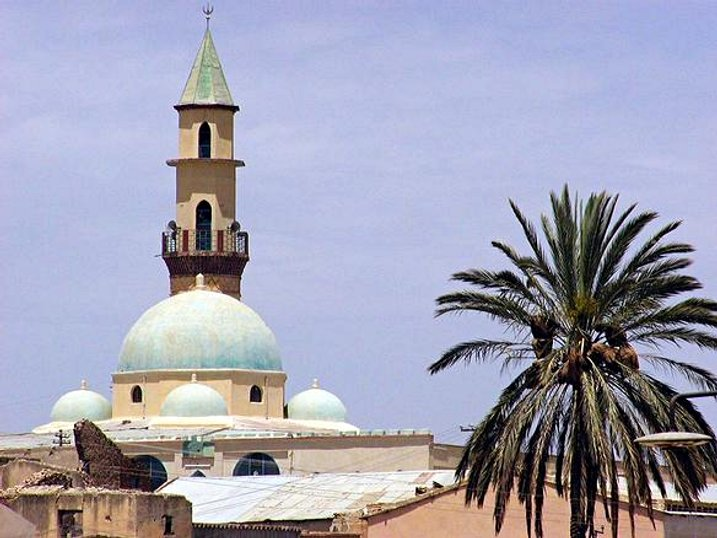
Moschee in Keren
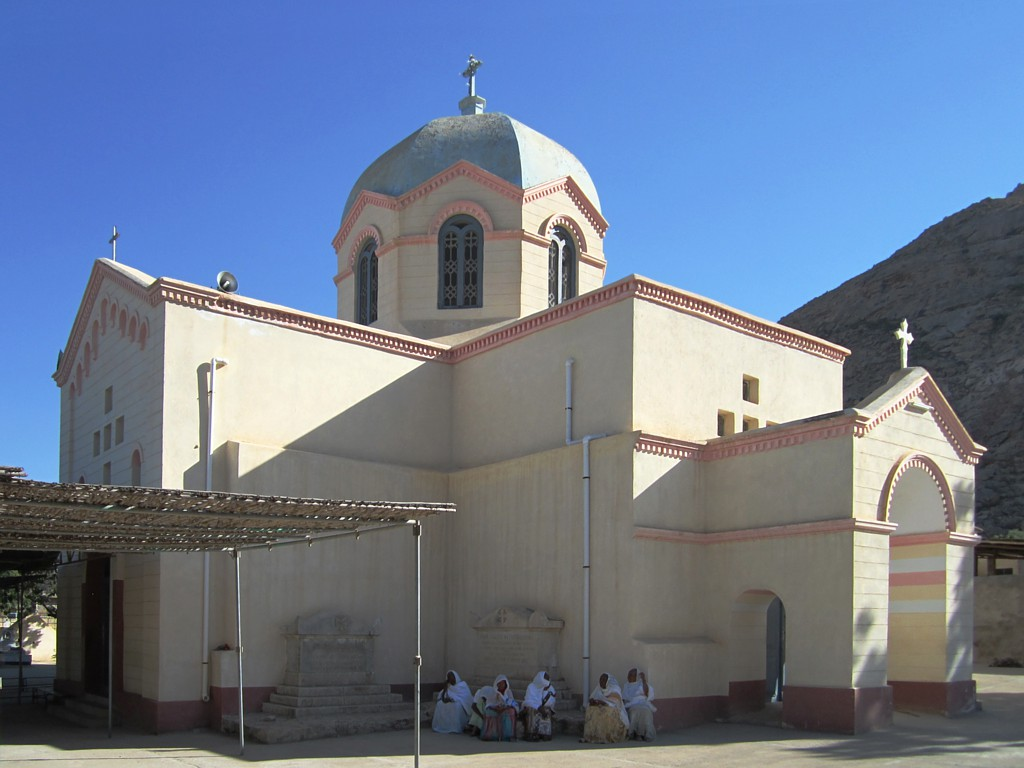
St. Michael
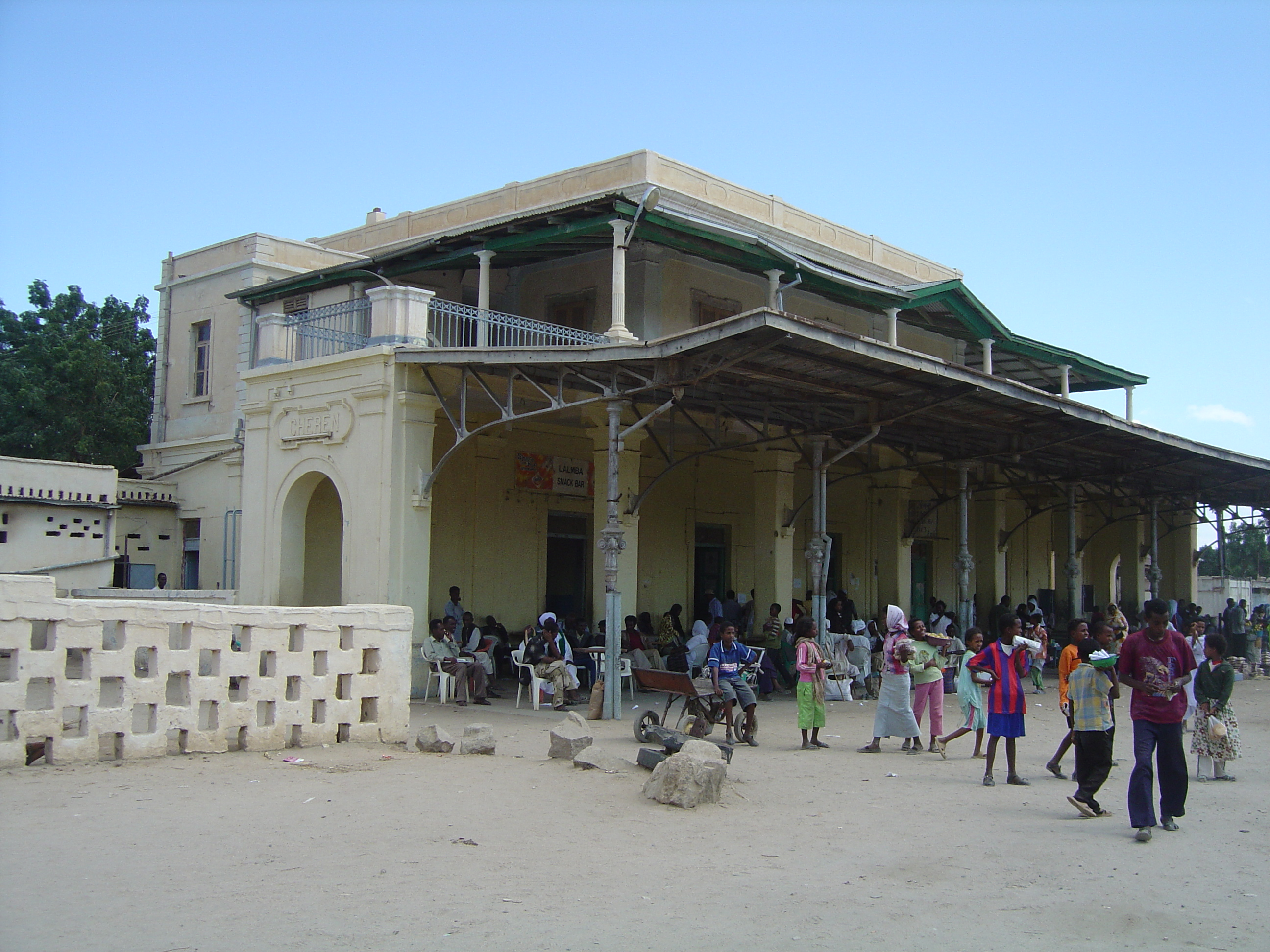
Empfangsgebäude des ehemaligen Bahnhofs Keren
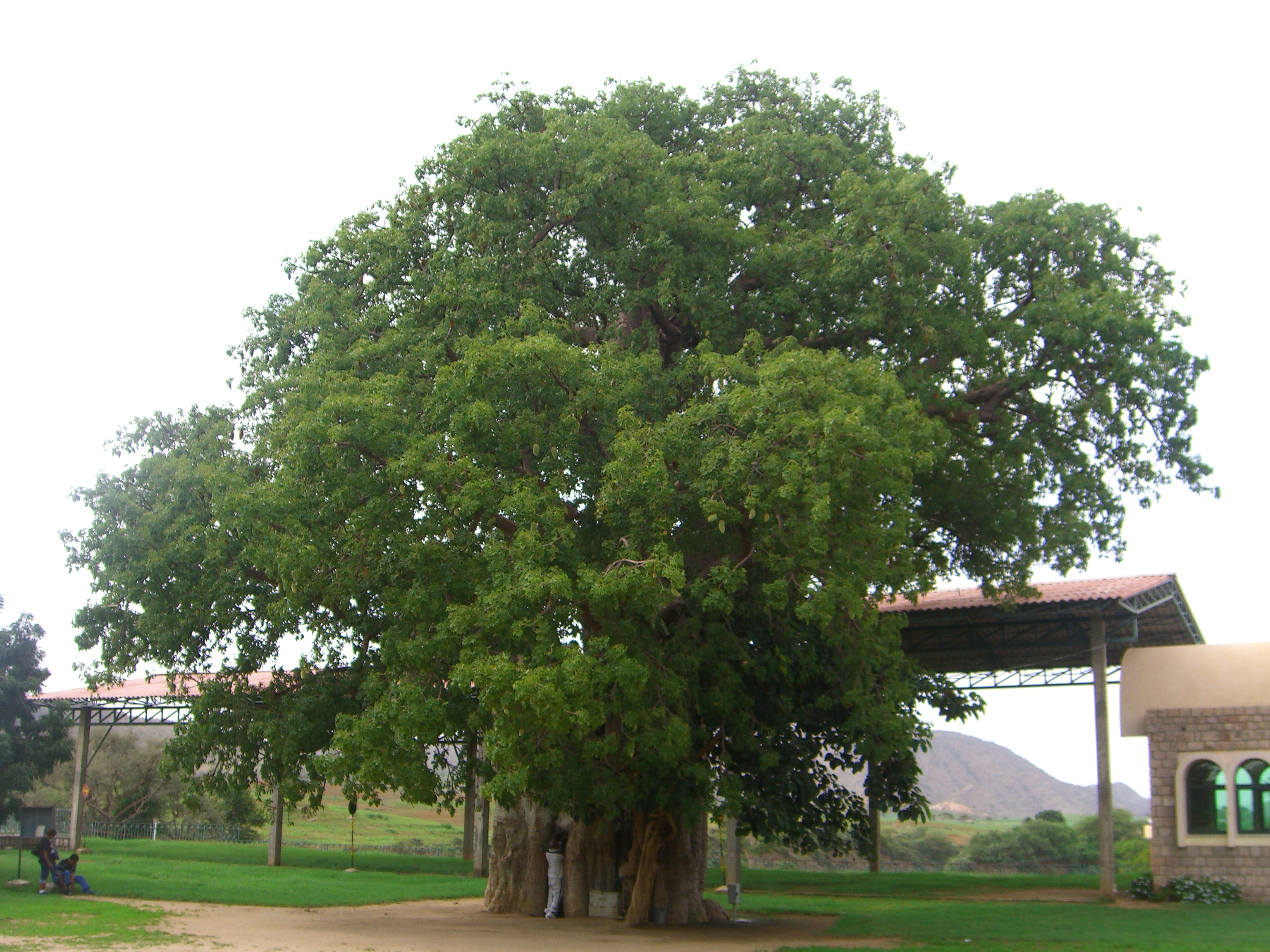
Mariam Dearit